# 谈州
谈州，唐朝时设置的羁縻州。
治所在今广西壮族自治区崇左市左州镇西、大新东南潭溪处。属邕州所领羁縻州。辖境相当今崇左、大新一带。北宋时作谭州。